# Політичні партії США
Політичні партії Сполучених Штатів Америки відіграють важливу роль у політичній системі та житті країни, попри те, що Конституція Сполучених Штатів не обумовлює особливо їх існування. З середини XIX століття для США характерна двопартійна система, коли в політиці домінують дві великі партії, регулярно змінюючи одна одну при владі.
Політологи та історики ділять розвиток двопартійної системи Америки на п'ять епох. Сучасна двопартійна система складається з Демократичної та Республіканської партій, які незмінно перемагають на президентських виборах з 1852 року та контролюють Конгрес Сполучених Штатів з 1856 року. Починаючи з 1930-х років демократи в цілому займають в американській політиці позиції трохи лівіше центру, в той час як республіканці знаходяться правіше центру.
Крім двох провідних партій в США діють ще 38 федеральних третіх партій, не рахуючи регіональних, але впливу на політику вони майже не мають. Лише час від часу комусь із членів малих партій вдається домогтися обрання в Палату представників або Сенат. У деяких штатах існують партії, що користуються реальним впливом на регіональну політику, наприклад, вермонтська прогресивна партія.

## Історія
16 вересня 1787 року на Конституційному конвенті в Філадельфії була прийнята Конституція США. У ній не було ні слова про політичні партії, яких на той момент в країні не існувало. Більше того, батьки-засновники молодої північноамериканської республіки були противниками поділу суспільства на партії. Так, в «Записках федераліста» Александер Гамілтон в 9-й статті та Джеймс Медісон в 10-й, писали про шкоду внутрішніх політичних фракцій. Джордж Вашингтон не був членом якої-небудь партії ні на момент свого обрання, ні протягом перебування на посаді президента. Крім того, він, побоюючись конфліктів та застою, вважав, що  «в урядах народного спрямування, в обраних урядах такого роду партійний дух не слід заохочувати» . Тим не менш, необхідність завойовувати підтримку виборців на виборах призвела до того, що вже на початку 1790-х років утворилися перші політичні партії. Примітно, що початок американської партійної системи заклали саме критики партій, Гамільтон та Медісон.

### Перша партійна система
Першою партією США стала Федералістська партія (англ. Federalist Party або Federal Party). Вона була створена під час першого президентського терміну Вашингтона міністром фінансів Гамільтоном зі своїх прихильників, переважно містян Нової Англії, які підтримували його політику. Гамільтон виступав за сильний центральний уряд, розвиток промисловості та торгівлі, для чого вважав за необхідне поліпшити відносини з Великою Британією, утворення Центрального банку. Федералісти контролювали федеральний уряд до 1801 року. 1796 року федераліст Джон Адамс став першим в історії США партійним президентом та першим главою держави обраним на альтернативній основі. Партія була активна з 1792 по 1816 роки. Повністю припинила існування в 1820-х роках.
Головним опонентом федералістів стала Демократично-республіканська партія (англ. Democratic-Republican Party), створена 1792 року Джеймсом Медісоном, колишнім соратником Вашингтона та Гамільтона, і Томасом Джефферсоном, який займав пост державного секретаря в першому кабінеті президента Вашингтона. Після того як 1800 року Джон Адамс не зміг домогтися переобрання, а федералісти назавжди втратили більшість у Палаті представників та Сенаті, Демократично-республіканська партія стала домінуючою політичною силою в Сполучених Штатах.
Поступово вплив та потужність  джефферсонівських республіканців  росли, в той час як елітарність їх опонентів відштовхувала від них виборців. Нищівний удар по федералістах було завдано в середині 1810-х років, коли вони відмовилися підтримати Англо-американську війну 1812–1815 років, що поставило партію на межу розколу. Розгромна поразка опозиції на виборах 1816 року і Епоха добрих почуттів (англ. Era of Good Feelings, 1816–1824), що настала після нього, поклали край Першій партійній системі. Вісім років, протягом яких одна партія практично безроздільно панувала на політичній сцені, призвели до того, що партійна дисципліна втратила свою актуальність, а республіканці розпалися на кілька фракцій.

### Друга партійна система
Розкол у лавах Демократично-республіканської партії 1828 року поклав початок Другій партійній системі. У результаті поступового розпаду домінуючої партії виникли фракції прихильників президента Джона Квінсі Адамса та губернатора Флориди Ендрю Джексона. Перша фракція еволюціонувала в Національну республіканську партію (англ. National Republican Party), а прихильники Джексона утворили сучасну Демократичну партію (англ. Democratic Party). Після поразки Д. К. Адамса на виборах 1828 року національних республіканців очолив Генрі Клей. Платформою для Національної республіканської партії стала  Американська система Клея , яка, зокрема передбачала введення протекціоністських тарифів з метою прискорити економічний розвиток. Також, партія, розглядаючи Сполучені Штати як органічне ціле, ратувала за розвиток національної єдності та гармонії, звинувачуючи опонентів в тому, що вони ставлять місцеві інтереси вище за національні.
На цьому процес партійного будівництва не закінчився. Після того як національні республіканці знову зазнали поразки, на виборах 1832 року вони увійшли в коаліцію з антимасонською партією та низкою інших політичних організацій, утворивши згодом Партію вігів (англ. Whig Party).
Період Другої партійної системи характеризувався домінуванням демократів на політичній сцені США, лише зрідка вігам вдавалося взяти владу в свої руки. На руку демократам грала різношерстість їх суперників, які не завжди могли домовитися між собою. Так, на президентських виборах 1836 року віги висунули одразу чотирьох кандидатів. Малі партії в той період популярністю та впливом не користувалися і не могли скласти конкуренцію на виборах демократам та вігам.
Демократи 1830-х — 1840-х років виступали за сильну виконавчу владу та проти банку Сполучених Штатів, а також за мінімізацію втручання держави в економіку та політику. Значну частину електорату партії становили жителі Півдня (діксі), вона була тісно пов'язана з плантаторами-рабовласниками та банкірами. У зв'язку з цим демократи виступали за збереження рабства та проти протекціонізму, не бажаючи торгових воєн з Великою Британією, найбільшим покупцем американської бавовни. Віги, більшу частину прихильників яких становили представники північних штатів, фермери та жителі промислових міст, навпаки, проголошували верховенство Конгресу над виконавчою владою та просували програму модернізації та економічного протекціонізму. Центральними політичними питаннями цього часу були так звана  Банківська війна (англ. Bank War), конфлікт між президентом Джексоном та главою Другого банку Ніколасом Бідлом, який спровокував загальнонаціональну рецесію 1834 року, а також  «Система видобутку» (англ. Spoils system) — широко розповсюджена в той час практика наймання та просування урядових службовців з числа своїх прихильників.
Наприкінці 1840-х — початку 1850-х років в США загострилися питання прав штатів та введення рабства на нових територіях, що призвело до розколу Партії вігів. Всередині неї сформувалися дві фракції: «Совість» (англ. Conscience; проти рабства, представники півночі) і «Бавовна» (англ. Cotton; за збереження рабства, переважно жителі півдня). Остаточно партія розкололася під час обговорення «Компромісу 1850 року» та «Закону Канзас-Небраска». У результаті «бавовняні віги» приєдналися до демократів і партія зазнала поразки на президентських виборах 1852 року. 1854 року більшість північних вігів вступило в нову Республіканську партію. До кінця 1856 року залишки вігів перейшли в Американську партію (англ. American Party).

### Третя партійна система
Третя партійна система сформувалася 1854 року після створення Республіканської партії (англ. Republican Party), організованої як об'єднання противників рабства та тих, хто виражає інтереси північних штатів з їх промисловими містами та фермерами, на противагу елітарної Демократичної партії, традиційно пов'язаної з плантаторами Півдня. Республіканці з самого початку вимагали заборонити розповсюдження рабства на нових територіях задля того, щоб надалі роздавати ці землі безкоштовно всім охочим, а також встановити високі мита на ввезення промислових товарів з Європи.
На виборах 1860 року демократи розкололися на північну та південну фракції. Не зумівши домовитися про єдиного кандидата кожна група висунула свого претендента. Частина демократів зовсім вийшли з партії, заснувавши Партію конституційного союзу (англ. Constitutional Union Party) і висунувши свого кандидата. Внаслідок цього на виборах переміг республіканець Авраам Лінкольн, що спровокувало відділення південних штатів та Громадянську війну. Після перемоги жителів півночі у війні республіканці майже 20 років безперервно керували США. За час свого домінування Республіканська партія втілила багато ідей, запропонованих ще вігами. Серед них заснування національних банків, стимулювання залізничного будівництва, підвищення імпортних тарифів.

### Четверта партійна система
Четверта партійна система існувала з 1896 по 1932 роки. Весь цей час основними партіями США як і раніше залишалися республіканці та демократи, з перевагою перших. Роль малих партій дещо зросла, але все ще залишалася незначною. Найбільших успіхів домоглися соціалісти, чий лідер Юджин Віктор Дебс двічі, в 1912 та 1920 роках, набирав на виборах президента понад 900 тис. голосів, а також Партія прихильників «сухого закону» (англ. Prohibition Party, PRO), чиї кандидати тривалий час стабільно набирали не менше 1% голосів.
Роки з 1890 до 1920 увійшли в історію як «Прогресивна ера» (англ. Progressive Era) і відрізнялися високою соціальною активністю. Однією з основних цілей прогресивного руху, в який входили спочатку переважно республіканці, а пізніше і багато демократів, була боротьба з корупцією. У результаті дій прогресистів вдалося значно реформувати місцеве самоврядування, освіту, медицину, фінансову сферу, страхування, промисловість, транспорт та інші області.
Четверта партійна система примітна також тим, що розпочалася трансформація головних політичних партій. Якщо ще на початку XX століття демократи вважалися консервативною політичною силою, в той час як в Республіканській партії переважали прогресистські погляди, то вже в 1910-х роках ситуація починає змінюватися, чому сприяв недовгий розкол серед республіканців та утворення 1912 року Прогресивної партії, а також те що демократів очолив ліберально налаштований Вудро Вільсон, який двічі обирався президентом.

### П'ята партійна система
Велика депресія призвела до нищівної поразки президента-республіканця Г. Гувера і тим самим ознаменувала крах Четвертої партійної системи. П'ята партійна система  сформувалася 1933 року, після того як новий президент Ф. Д. Рузвельт утворив так звану «Коаліцію нового курсу» (англ. New Deal coalition), до якої увійшли демократичні партії штатів, так звані «політичні машини» (англ. Political machine), профспілки та «сині комірці», що належали до них (англ. Blue-collar worker), меншини (расові, етнічні та релігійні), фермери, білошкірі жителі півдня (переважно бідні), безробітні та ліберально налаштована інтелігенція. До прихильників Рузвельта примкнула навіть частина республіканців. Успішна політика Рузвельта та створена ним «Коаліція нового курсу» дозволили демократам перемагати на президентських виборах 20 років поспіль, з 1932 по 1952 роки.
Починаючи з 1930-х років в американській політиці почали широко використовувати термін «ліберальний», спочатку для позначення прихильників рузвельтівського курсу, в той час як «консерваторами» позначали їх противників. Коаліція так і не була формально організована і її учасники часто не погоджувалися один з одним. Коаліція, як правило, дотримувалася ліберальних пропозицій у внутрішніх справах, але була менш єдиною в плані зовнішньої політики та расових питань. Остаточно коаліція розвалилася під час виборів 1968 року, коли всередині Демократичної партії стався розкол через війну у В'єтнамі.

## Сучасна американська партійна система
Сучасна партійна система в Сполучених Штатах характеризується домінуючим становищем двох партій, Демократичної і Республіканської. Ці дві партії контролюють як Конгрес Сполучених Штатів, так і Законодавчі збори всіх штатів. Також демократи та республіканці виграють президентські вибори і в більшості випадків вибори губернаторів штатів та мерів міст. Інші партії лише час від часу домагаються невеликого представництва на рівні федеральному та штатах, найчастіше не маючи можливості реально впливати на політику навіть на місцевому рівні.
На президентських виборах з початку XX століття маловпливові і переважно недовговічні «треті» партії і сили лише епізодично домагалися хоча б відносно значних результатів: друге місце Прогресивної партії в 1912 році (27% голосів виборців і 88 виборщиків), а також треті місця незалежного кандидата Росса Перо в 1992 (19% і 0 виборників), Прогресивної партії в 1924 (17% і 23 виборники) та Незалежної партії в 1978 (14% і 46 виборників).

## Політичні партії сучасності

### Демократична партія
Демократична партія є однією з двох основних політичних партій у США. Це найстаріша політична партія в країні і одна з найстаріших у світі.
З часів В. Вільсона Демократична партія послідовно позиціонує себе як більш ліберальна, ніж Республіканська як в економічних, так і в соціальних питаннях. Остаточно місце демократів в лівому центрі зафіксував Ф. Д. Рузвельт, який до цих пір має сильний вплив на американський лібералізм. Пізніше саме президент-демократ Л. Б. Джонсон запропонував створити «Велике суспільство», в якому не буде бідності. Для цього він домігся запровадження державного медичного страхування (Medicare), створення «вчительського корпусу», введення програми житлових субсидій нужденним сім'ям, програми «зразкових міст», нових заходів по боротьбі із забрудненням води і повітря, програми будівництва поліпшених автомагістралей, збільшення виплат по соціальному страхуванню, поліпшення ситуації у галузі медичної та професійної реабілітації.
У першій половині XX століття демократи, явно чи неявно виступаючи за расове розділення, користувалися підтримкою білого населення Півдня. Але саме демократ Трумен у другій половині 1940-х років почав політику десегрегації на Півдні, що призвело до утворення руху «діксикрати». В 1960-х роках інший президент-демократ Джонсон продовжив цю політику, прийнявши «Акт про громадянські права» 1964 року, який поставив расову сегрегацію поза законом. Тоді ж республіканці на чолі з Баррі Голдуотером, Річардом Ніксоном та Рональдом Рейганом почали проводити «нову південну стратегію». Все це призвело до формування руху так званих «демократів блакитного пса», тобто демократів, що голосують як республіканці, які з часом все більше віддалялися від партії в бік більш консервативної Республіканської партії.
За даними бюлетеня Ballot Access News, який періодично збирає та аналізує статистику щодо реєстрації виборців, демократи в жовтні 2012 року продовжували залишатися найбільшою політичною партією США, нараховуючи 43 512 746 зареєстрованих прихильників (41,85% від числа зареєстрованих виборців)..
Зараз демократів підтримують, переважно, жителі великих міст США і густонаселених приморських штатів, освічені виборці, що займаються інтелектуальною діяльністю з доходом вищим за середній, робітники великих корпорацій об'єднані в профспілки, а також феміністки, правозахисні організації, расові та сексуальні меншини. У наш час демократи підтримують підвищення податків для багатих, збільшення соціальних виплат, розвиток високотехнологічних галузей економіки та боротьбу з забрудненням навколишнього середовища, відмову від економічного протекціонізму, виступають на захист сексуальних та расових меншин, проти жорсткості антиемігрантських заходів. На відміну від своїх опонентів з Республіканської партії демократи в більшості своїй проти заборони абортів та застосування смертної кари, виступають за втручання держави, нехай і обмежене, в економічні процеси, а також за обмеження права на володіння та носіння вогнепальної зброї.

### Республіканська партія
Республіканська партія є однією з двох найбільших сучасних політичних партій в США. Її часто називають «Великою старою партією» (англ. Grand Old Party, GOP) і «Доблесною старою партією» (англ. Gallant Old Party). Заснована 1854 року противниками розповсюдження рабства на нові території і на захист інтересів Півночі, Республіканська партія домінувала на американській політичній сцені з моменту обрання А. Лінкольна президентом. Партія зуміла виграти Громадянську війну та врятувала США від розколу. З 1860 і до 1932 року республіканці лише чотири рази уступали пост президента демократам. Монополія на владу призвела до того, що вже до кінця XIX століття в Республіканській партії розгорілася боротьба внутрішніх фракцій, супроводжувана скандалами, пов'язаними з корупцією та непотизмом. Починаючи з 1920-х років Республіканська партія, що раніше вважалася прогресистською та більш ліберальної порівняно з демократами, стала зміщуватися вправо, стаючи поступово більш консервативною. Ці процеси посилилися в часи «Нового курсу» Рузвельта. Сьогодні ідеологія Республіканської партії ґрунтується на платформі американського консерватизму, а також на ідеях економічного лібералізму та соціального консерватизму.
За даними бюлетеня Ballot Access News в жовтні 2012 року республіканці були другою за величиною партією США, нараховуючи 31 298 863 зареєстрованих прихильників (30,1% від числа зареєстрованих виборців). Основу електорату партії складають білі особи, переважно з невеликих міст та сільської місцевості, підприємці, дипломовані фахівці та управлінці, переважно з приватного сектора, релігійні фундаменталісти з числа протестантів. У наш час республіканці, на відміну від демократів, виступають за зниження податків, посилення боротьби з нелегальною міграцією та скорочення легальної, вільне придбання та носіння вогнепальної зброї, за моральність та сімейні цінності, в тому числі проти одностатевих шлюбів та абортів, за економічний протекціонізм та обмеження діяльності профспілок, підтримують смертну кару як міру покарання, збільшення військових витрат заради зміцнення безпеки США. Одним з найважливіших для традиційного республіканського електорату принципів є «невтручання державних структур в економічні процеси та особисте життя».

### Основні треті партії

#### Лібертаріанська партія
Лібертаріанська партія була заснована 11 грудня 1971 року. Найбільшого успіху партія домоглася на президентських виборах 1980 (Ед Кларк набрав 921 128 голосів виборців або 1,06%) і 2012 років (Гері Джонсон отримав 1 275 804 голосів або 0,99%).
Ідеологія партії ґрунтується на лібертаріанстві. Головне для лібертаріанців — свобода особистості, відповідно вони виступають за вільну ринкову економіку та вільну міжнародну торгівлю, мир і невтручання в справи інших країн, максимальну незалежність громадянина та обмеження влади уряду, в тому числі проти заборони абортів, одностатевих шлюбів і (із застереженнями) наркотиків, а також мінімально регульовану міграцію. Крім того, лібертаріанці вважають за потрібне скоротити податки та державні витрати. Найбільш близька до Республіканської партії, нерідко приймаючи до своїх лав республіканців-дисидентів.
За даними бюлетеня Ballot Access News лібертаріанці за останні 4 роки змогли збільшити кількість своїх зареєстрованих прихильників, зумівши піднятися з п'ятого місця серед національних партій США на третє. Якщо в жовтні 2008 року у партії налічувалося 240 328 прихильників (0,24% з числа зареєстрованих виборців), то в жовтні 2012 як лібертаріанці зареєструвалися 330 811 осіб (0,31%). 138 лібертаріанців займають виборні посади, в тому числі мерів міст і округів, членів окружних та шкільних рад, а також інші місцеві пости, при цьому велика частина, 102 особи, були обрані як безпартійні.

#### Партія зелених
Перша в США Партія зелених була створена 1980 року. Найбільшого успіху «зелені» добилися на президентських виборах 2000 року, коли висунутий партіями «зелених» окремих штатів популярний в країні адвокат та активіст Ральф Нейдер набрав 2 883 105 голосів (близько 2,7%). 2001 року прихильники Нейдера з числа членів різних «зелених» партій та організацій США об'єдналися, утворивши Партію «зелених» США (англ. Green Party of the United States), яка останнім часом є основною національною партією «зелених» у країні.
«Партія зелених» дотримується лівоцентристських поглядів, заснованих на «зеленій політиці», соціал-демократії, популізмі та прогресивізмі, виступаючи на захист навколишнього середовища, за соціальну справедливість, рівність прав незалежно від сексуальної орієнтації та статі, пацифістську зовнішню політику, державний контроль над особистою вогнепальною зброєю громадян, а також за децентралізацію органів влади та розвиток суспільної економіки.
За даними бюлетеня Ballot Access News «зелені» є другими серед третіх партій США. На жовтень 2012 року її прихильниками зареєструвалися 250 682 виборці (0,24% з числа зареєстрованих виборців). «Зелені» не раз займали виборні посади, але переважно на місцевому рівні, при цьому більшість з них вигравали голосування як безпартійні.

#### Конституційна партія
Конституційна партія була заснована 1992 року як Партія американських платників податків і з самого початку займала консервативні позиції. 1999 року партія змінила назву на Конституційну, тим самим показуючи свою вірність принципам американської Конституції та ідеям батьків-засновників Америки.
Конституціоналісти дотримуються правих поглядів, заснованих на ідеології так званого «палеоконсерватизму», що представляє сукупність консервативних політичних принципів та релігійних цінностей. У питаннях зовнішньої політики, економіки та обмеження ролі держави близькі до Лібертаріанців, зате в соціальних питаннях поділяють погляди релігійно-консервативного крила Республіканської партії.
За даними бюлетеня Ballot Access News Конституційна партія довгий час займала третє місце серед усіх національних політичних партій США, але в останні два роки її чисельність сильно впала. На жовтень 2012 року її прихильниками зареєструвалися 77 918 виборців (0,07% з числа зареєстрованих виборців). Найбільшого успіху конституціоналісти домоглися на виборах президента 2008 року, коли їх кандидат Чак Болдуін зібрав 199 750 голосів (0,15%).

## Порівняння позицій партій з основних питань
У наступній таблиці наведено офіційні позиції п'яти провідних політичних партій США та їх збіги з деякими політичними ідеологіями, що найчастіше асоціюються з цими партіями. Слід пам'ятати, що не всі члени партії згодні з усіма задекларованими поглядами своєї партії та можуть проводити політику відмінну від офіційної точки зору.
| Партія                                             | Партія                                  | Партія зелених                        | Демократична партія                                     | Лібертаріанська партія                   | Республіканська партія                         | Конституційна партія                           |
| -------------------------------------------------- | --------------------------------------- | ------------------------------------- | ------------------------------------------------------- | ---------------------------------------- | ---------------------------------------------- | ---------------------------------------------- |
| Ідеологія                                          | Ідеологія                               | - Соціал-демократія - Зелена політика | - Американський лібералізм - Американський прогресивізм | - Лібертаріанство - Класичний лібералізм | - Американський консерватизм - Неоконсерватизм | - Палеоконсерватизм - Лібертарний консерватизм |
| Питання сформульовані у вигляді змін до статус кво | Обмеження абортів                       | Ні                                    | Ні                                                      | Ні                                       | Так                                            | Так                                            |
| Питання сформульовані у вигляді змін до статус кво | Державне фінансування виборчих кампаній | Так                                   | Ні                                                      | Ні                                       | Ні                                             | Ні                                             |
| Питання сформульовані у вигляді змін до статус кво | Легалізація одностатевих шлюбів         | Так                                   | Так                                                     | Так                                      | Ні                                             | Ні                                             |
| Питання сформульовані у вигляді змін до статус кво | Загальна охорона здоров'я               | Так                                   | Так                                                     | Ні                                       | Ні                                             | Ні                                             |
| Питання сформульовані у вигляді змін до статус кво | Більш прогресивне оподаткування         | Так                                   | Так                                                     | Ні                                       | Ні                                             | Ні                                             |
| Питання сформульовані у вигляді змін до статус кво | Жорсткість імміграційних законів        | Ні                                    | Так                                                     | Ні                                       | Так                                            | Так                                            |
| Питання сформульовані у вигляді змін до статус кво | Скасування смертної кари                | Так                                   | Ні                                                      | Так                                      | Ні                                             | Ні                                             |
| Питання сформульовані у вигляді змін до статус кво | Легалізація наркотиків                  | Так                                   | Ні                                                      | Так                                      | Ні                                             | Ні                                             |
| Питання сформульовані у вигляді змін до статус кво | Обмеження володіння вогнепальною зброєю | Так                                   | Так                                                     | Ні                                       | Ні                                             | Ні                                             |
| Питання сформульовані у вигляді змін до статус кво | Невтручання у справи інших країн        | Так                                   | Ні                                                      | Так                                      | Ні                                             | Так                                            |
| Питання сформульовані у вигляді змін до статус кво | Преференційне голосування               | Так                                   | Ні                                                      | Так                                      | Ні                                             | Так                                            |